# 伯特氏锯鳞鱼
伯特氏锯鳞鱼，又稱凸颔松毬、大鳞鋸鱗魚、伯特氏松毬鱼、凸颌锯鳞鱼，俗名鐵線婆、鐵甲，是輻鰭魚綱金眼鯛目金鱗魚科的其中一种。

## 分布
本魚分布在印度太平洋海域，如南日本、夏威夷、社会群岛及印度洋珊瑚区以及台灣恒春等地的淺水區域。

## 特徵
本魚之背鰭硬棘外緣為橙黃色，成魚的下顎比上顎要來的突出。鱗片較為平滑，前鰓蓋骨下無強棘，吻部較為短鈍。體長可達30公分。

## 生態
本魚棲息深度依地域不同而有所改變，如在日本本州、四國南部棲息較深的岩礁區裡，而在琉球群島則棲息在較淺的珊瑚礁水域。為夜行性魚類，喜躲在礁隙或洞穴中，以甲殼類為食。

## 經濟利用
食用魚，但肉質糜爛，一般煮湯為宜，其內臟有累積熱帶魚毒，避免食用這些部位。